# Elymana acuma
Elymana acuma är en insektsart som beskrevs av Delong 1936. Elymana acuma ingår i släktet Elymana och familjen dvärgstritar. Inga underarter finns listade i Catalogue of Life.